# غولبالن

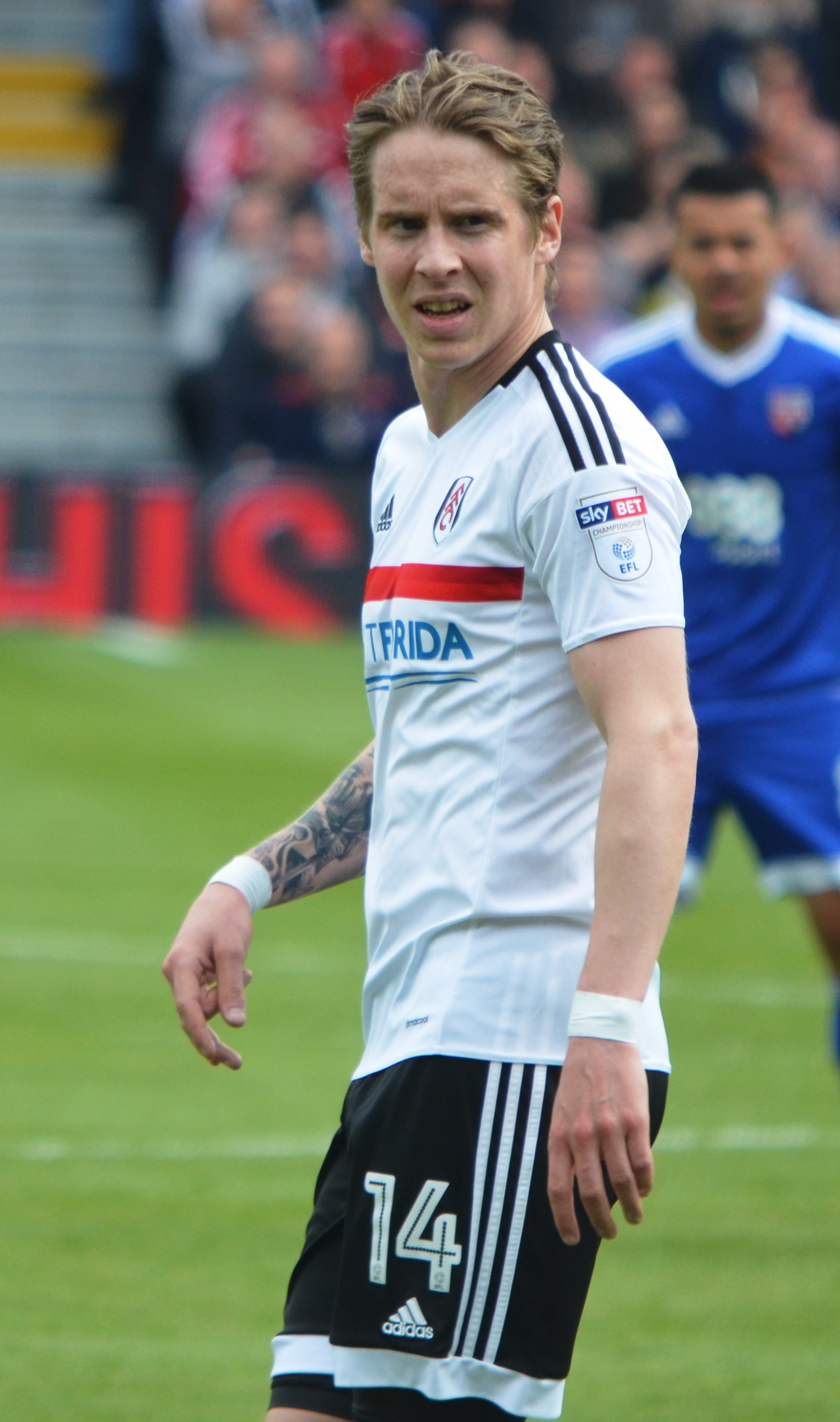
ستيفان يوهانسن، أول من فاز بالجائزة.

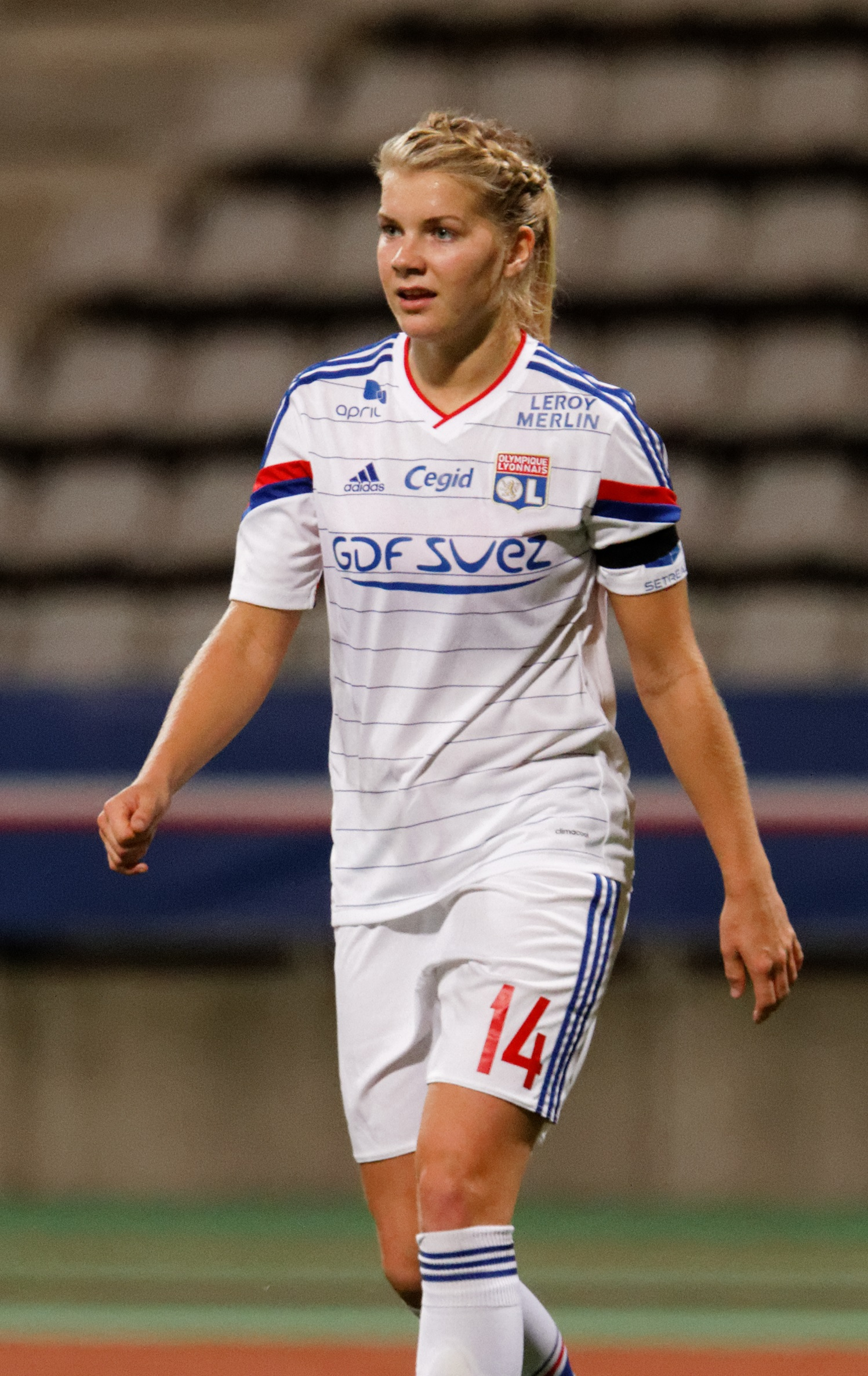
آدا هيغربرغ، فازت بالجائزة في 2015، و2016، و2018.

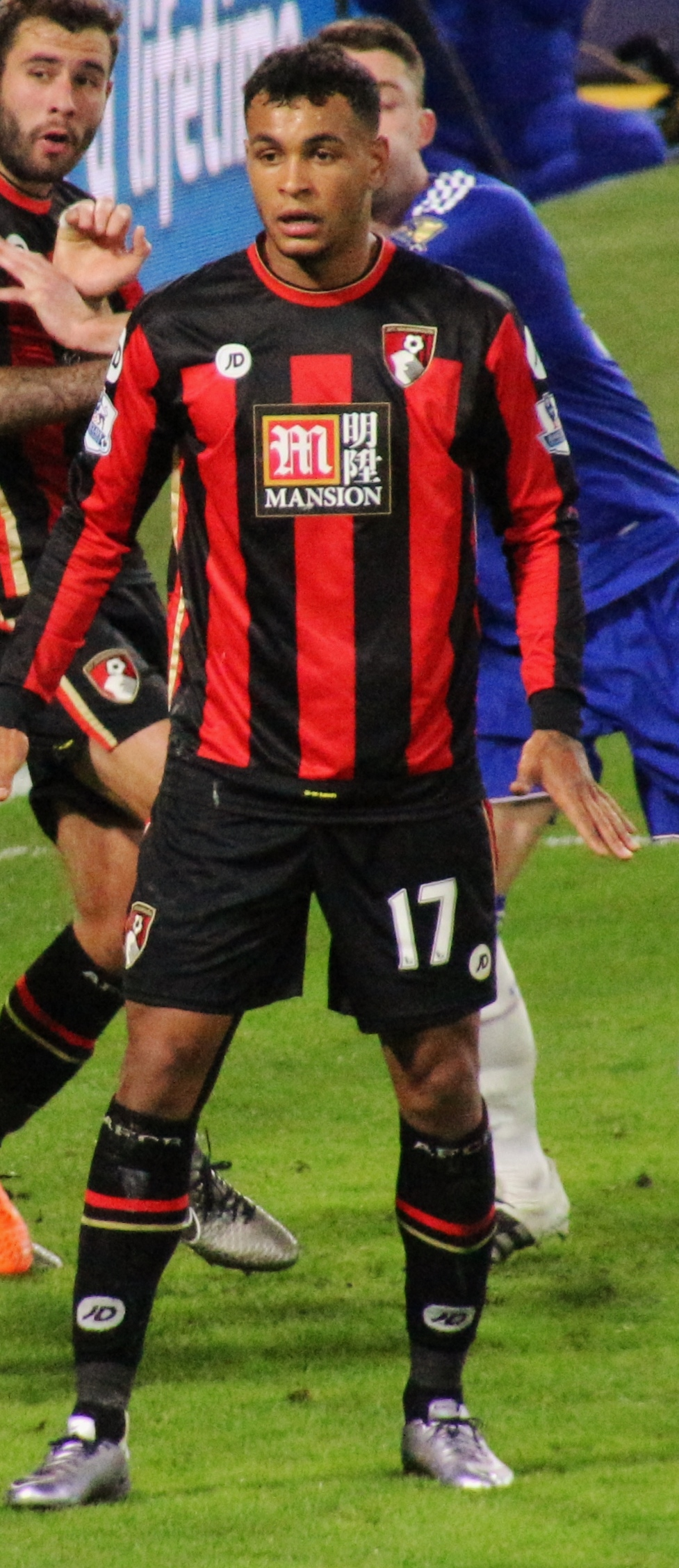
جوشوا كينغ فاز بالجائزة في 2017.

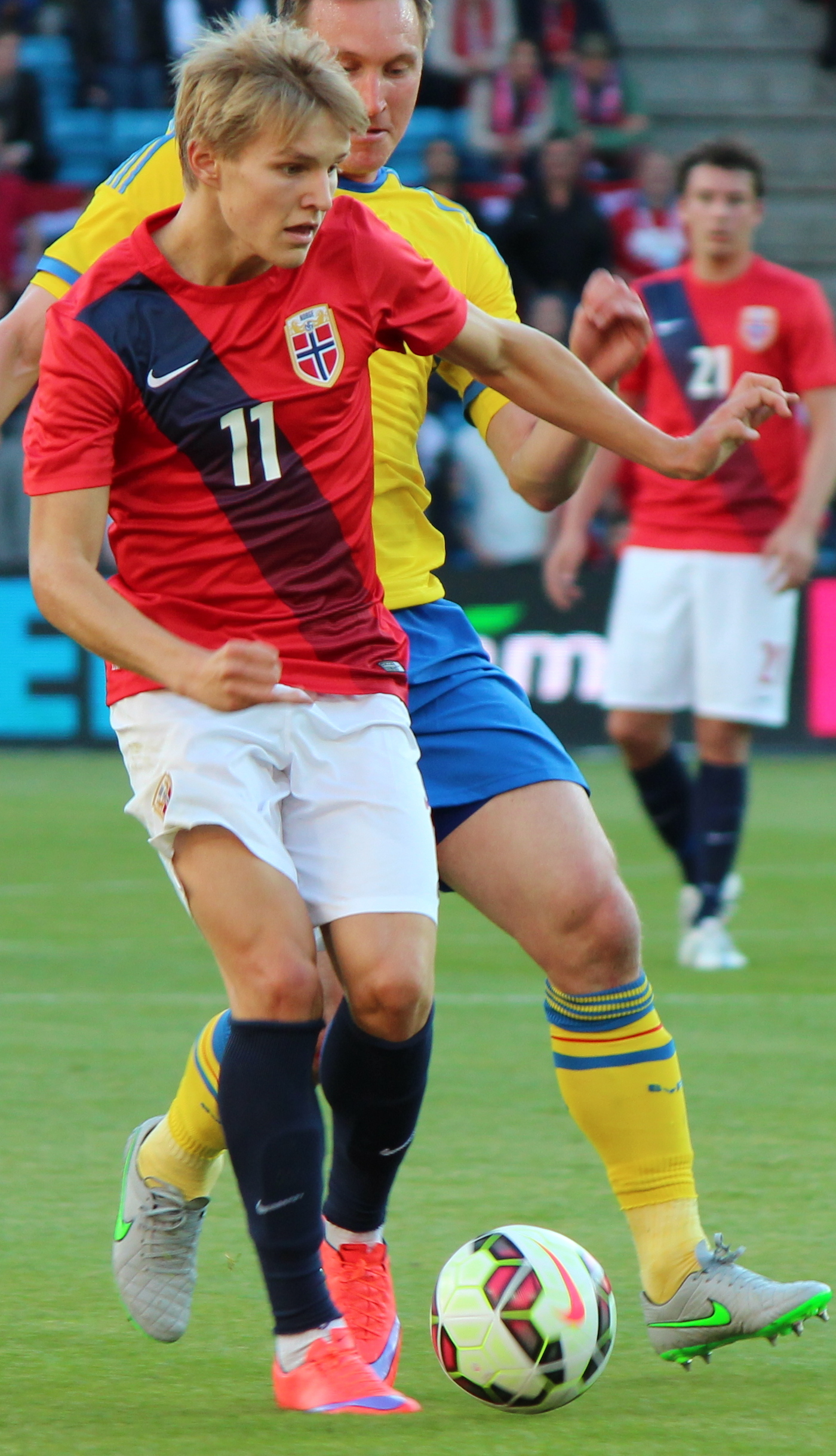
مارتين أوديغارد فاز بالجائزة في 2019.

الكرة الذهبية (بالنرويجية: Gullballen‏) هي جائزة كرة القدم نرويجية يتم منحها من قبل الاتحاد النرويجي لكرة القدم لأفضل لاعبي كرة القدم النرويجيين من الذكور والإناث في كل عام.
تم منح الجائزة الأولى في عام 2014 لستيفان يوهانسن، حتى عام 2018، كانت الجائزة تُمنح للاعب واحد فقط، سواء كان ذكرًا أم أنثى. في عام 2015 أصبحت آدا هيغربرغ أول امرأة تفوز بالجائزة. فازت هيغربرغ بالجائزة ثلاث مرات (في 2015، و2016، و2018) وهي اللاعبة الوحيدة التي فازت بها أكثر من مرتين.

## قائمة الفائزون

### 2014–2017
| العام | اللاعب          | النادي  |
| ----- | --------------- | ------- |
| 2014  | ستيفان يوهانسن  | سلتيك   |
| 2015  | آدا هيغربرغ (1) | ليون    |
| 2016  | آدا هيغربرغ (2) | ليون    |
| 2017  | جوشوا كينغ      | برونموث |

### 2018–الآن
منذ 2018، تم منح جائزة غولبالن للاعبين ولاعبات كرة القدم بشكل منفصل.
| العام | اللاعب          | النادي                |
| ----- | --------------- | --------------------- |
| 2018  | روني يارستين    | هرتا برلين            |
| 2019  | مارتين أوديغارد | فيتيسه / ريال سوسيداد |

| العام | اللاعب               | النادي              |
| ----- | -------------------- | ------------------- |
| 2018  | آدا هيغربرغ (3)      | ليون                |
| 2019  | كارولين غراهام هانسن | فولفسبورغ / برشلونة |

### حسب النادي

#### أندية الرجال
| النادي       | الفوز |
| ------------ | ----- |
| برونموث      | 1     |
| سلتيك        | 1     |
| هرتا برلين   | 1     |
| ريال سوسيداد | 1     |
| فيتيسه       | 1     |

#### أندية السيدات
| النادي    | الفوز |
| --------- | ----- |
| ليون      | 3     |
| برشلونة   | 1     |
| فولفسبورغ | 1     |